# Federico Kurtz
Federico Kurtz (Berlim, 1854 – Córdoba, 1921) foi um botânico germano-argentino.
Obteve o doutorado na Universidade de Berlim em 1879 e cinco anos depois assumiu a  cátedra de Botânica da Universidade Nacional de Córdoba, onde permaneceu até 1915. Sua grande atuação favoreceu a consolidação dos estudos e pesquisas na disciplina iniciadas pelo  Dr. Pablo Lorentz.
Contribuiu em incrementar o acervo cultural do país com a publicação de obras fundamentais para a botânica e a paleobotânica argentina.
Como diretor do Museu de Botânica e membro ativo da Academia Nacional de Ciências de Córdoba, manteve um intercâmbio de idéias e materiais com cientistas e instituições de todo o mundo.
Apesar do período prolongado que permaneceu à frente da Cátedra de Botânica, Kurtz não conseguiu formar um discípulo que continuaria seus estudos, porém influiu entre os naturalistas da época, em particular de Eduardo Ladislao Holmberg e Juan Domínguez.
Seu herbário e biblioteca particulares foram adquiridos pela Universidad Nacional de Córdoba e foram integrados ao patrimônio do Museu de Botânica.